# Rynologia
Rynologia (z gr. rhinos, rynos) – dziedzina medycyny zajmująca się fizjologią, rozpoznawaniem, diagnozowaniem i leczeniem nosa i zatok przynosowych, zaś rynochirurgia zajmuje się leczeniem operacyjnym nosa i zatok przynosowych.
Lekarz zajmujący się rynologią to rynolog.

## Zabiegi rynochirurgiczne wykonywane przez otolaryngologów
- septoplastyka
- rynoseptoplastyka (operacja plastyczna przegrody i grzbietu nosa)
- operacje zatok przynosowych z dojścia przez jamę nosową
  - FESS
- operacje zatok przynosowych z dojścia zewnętrznego
  - operacja Caldwell-Luca
  - operacja Denkera
  - operacja Moure'a
  - midfacial degloving
- rynotomia boczna